# Jane the Virgin (2.ª temporada)
A segunda temporada de Jane the Virgin estreou na The CW em 12 de outubro de 2015 e terminou em 16 de maio de 2016. A temporada consiste em 22 episódios e é protagonizada por Gina Rodriguez, que interpreta a jovem estudante universitária Jane Villanueva, inseminada artificialmente por acidente com o esperma de seu chefe Rafael Solano (Justin Baldoni). Nesta temporada, depois de dar à luz Mateo, o filho dela e de Rafael, Jane luta com a maternidade e sua vida amorosa.

## Elenco e personagens

### Principal
- Gina Rodriguez como Jane Gloriana Villanueva
- Andrea Navedo como Xiomara "Xo" Gloriana Villanueva
- Yael Grobglas como Petra Solano
- Justin Baldoni como Rafael Solano
- Ivonne Coll como Alba Gloriana Villanueva
- Brett Dier como Michael Cordero, Jr.
- Jaime Camil como Rogelio de la Vega
- Anthony Mendez como o Narrador

### Recorrente
- Yara Martinez como Dra. Luisa Alver
- Bridget Regan como Rose Solano / Sin Rostro
- Michael Rady como Lachlan
- Diane Guerrero como Lina Santillan
- Azie Tesfai como detetive Nadine Hansen
- Priscilla Barnes como Magda Andel
- Brian Dare como Luca
- Brian Jordan Alvarez como Wesley Masters
- Max Bird-Ridnell como Milos Dvoracek

## Episódios
| N.º na série | N.º na temp. | Título                 | Dirigido por           | Escrito por                                    | Exibição original       | Audiência (milhões) |
| ------------ | ------------ | ---------------------- | ---------------------- | ---------------------------------------------- | ----------------------- | ------------------- |
| 23           | 1            | "Chapter Twenty-Three" | Brad Silberling        | Jennie Snyder Urman                            | 12 de outubro de 2015   | 1.06                |
| 24           | 2            | "Chapter Twenty-Four"  | Edward Ornelas         | David S. Rosenthal                             | 19 de outubro de 2015   | 0.84                |
| 25           | 3            | "Chapter Twenty-Five"  | Robert Luketic         | Corinne Brinkerhoff                            | 26 de outubro de 2015   | 0.94                |
| 26           | 4            | "Chapter Twenty-Six"   | Zetna Fuentes          | Paul Sciarrotta                                | 2 de novembro de 2015   | 1.09                |
| 27           | 5            | "Chapter Twenty-Seven" | Jann Turner            | Jessica O'Toole & Amy Rardin                   | 9 de novembro de 2015   | 1.11                |
| 28           | 6            | "Chapter Twenty-Eight" | Melanie Mayron         | Corinne Brinkerhoff & Micah Schraft            | 16 de novembro de 2015  | 1.10                |
| 29           | 7            | "Chapter Twenty-Nine"  | Edward Ornelas         | David S. Rosenthal & Dara Resnick Creasey      | 23 de novembro de 2015  | 0.98                |
| 30           | 8            | "Chapter Thirty"       | Uta Briesewitz         | Paul Sciarrotta & Carolina Rivera              | 14 de dezembro de 2015  | 0.98                |
| 31           | 9            | "Chapter Thirty-One"   | Joanna Kerns           | Emmylou Diaz, Jessica O'Toole & Amy Rardin     | 25 de janeiro de 2016   | 0.99                |
| 32           | 10           | "Chapter Thirty-Two"   | Jason Reilly           | Micah Schraft                                  | 1 de fevereiro de 2016  | 1.04                |
| 33           | 11           | "Chapter Thirty-Three" | Uta Briesewitz         | Michael J. Cinquemani                          | 8 de fevereiro de 2016  | 0.94                |
| 34           | 12           | "Chapter Thirty-Four"  | Howard Deutch          | Madeline Hendricks                             | 22 de fevereiro de 2016 | 0.94                |
| 35           | 13           | "Chapter Thirty-Five"  | Melanie Mayron         | Chantelle M. Wells                             | 29 de fevereiro de 2016 | 0.91                |
| 36           | 14           | "Chapter Thirty-Six"   | Uta Briesewitz         | Jessica O'Toole & Amy Rardin                   | 7 de março de 2016      | 0.92                |
| 37           | 15           | "Chapter Thirty-Seven" | Melanie Mayron         | Sarah Goldfinger                               | 21 de março de 2016     | 0.77                |
| 38           | 16           | "Chapter Thirty-Eight" | Georgina Garcia Riedel | Micah Schraft                                  | 28 de março de 2016     | 0.94                |
| 39           | 17           | "Chapter Thirty-Nine"  | Matthew Diamond        | Carolina Rivera                                | 11 de abril de 2016     | 0.93                |
| 40           | 18           | "Chapter Forty"        | Anna Mastro            | Jessica O'Toole & Amy Rardin                   | 18 de abril de 2016     | 0.96                |
| 41           | 19           | "Chapter Forty-One"    | Gina Lamar             | Joe Lawson                                     | 25 de abril de 2016     | 0.84                |
| 42           | 20           | "Chapter Forty-Two"    | Zetna Fuentes          | Micah Schraft & Paul Sciarrotta                | 2 de maio de 2016       | 0.86                |
| 43           | 21           | "Chapter Forty-Three"  | Melanie Mayron         | Jessica O'Toole & Amy Rardin & Paul Sciarrotta | 9 de maio de 2016       | 0.90                |
| 44           | 22           | "Chapter Forty-Four"   | Jann Turner            | Paul Sciarrotta & Jennie Snyder Urman          | 16 de maio de 2016      | 0.97                |

## Audiência
| №  | Título                 | Exibição original       | Rating/share (18–49) | Audiência (em milhões) | DVR (18–49) | Audiência em DVR (milhões) | Total (18–49) | Audiência total (em milhões) |
| -- | ---------------------- | ----------------------- | -------------------- | ---------------------- | ----------- | -------------------------- | ------------- | ---------------------------- |
| 1  | "Chapter Twenty-Three" | 12 de outubro de 2015   | 0.4/1                | 1.06                   | 0.4         | 0.69                       | 0.8           | 1.76                         |
| 2  | "Chapter Twenty-Four"  | 19 de outubro de 2015   | 0.4/1                | 0.84                   | N/A         | 0.68                       | N/A           | 1.52                         |
| 3  | "Chapter Twenty-Five"  | 26 de outubro de 2015   | 0.3/1                | 0.94                   | 0.3         | 0.56                       | 0.6           | 1.51                         |
| 4  | "Chapter Twenty-Six"   | 2 de novembro de 2015   | 0.4/1                | 1.09                   | 0.4         | 0.71                       | 0.8           | 1.81                         |
| 5  | "Chapter Twenty-Seven" | 9 de novembro de 2015   | 0.4/1                | 1.11                   | 0.3         | 0.65                       | 0.7           | 1.76                         |
| 6  | "Chapter Twenty-Eight" | 16 de novembro de 2015  | 0.5/2                | 1.10                   | N/A         | 0.55                       | N/A           | 1.67                         |
| 7  | "Chapter Twenty-Nine"  | 23 de novembro de 2015  | 0.4/1                | 0.98                   | 0.3         | 0.62                       | 0.7           | 1.60                         |
| 8  | "Chapter Thirty"       | 14 de dezembro de 2015  | 0.3/1                | 0.98                   | 0.4         | 0.63                       | 0.7           | 1.61                         |
| 9  | "Chapter Thirty-One"   | 25 de janeiro de 2016   | 0.4/1                | 0.99                   | 0.3         | 0.69                       | 0.7           | 1.68                         |
| 10 | "Chapter Thirty-Two"   | 1 de fevereiro de 2016  | 0.4/1                | 1.04                   | 0.3         | 0.66                       | 0.7           | 1.70                         |
| 11 | "Chapter Thirty-Three" | 8 de fevereiro de 2016  | 0.3/1                | 0.94                   | 0.4         | 0.74                       | 0.7           | 1.68                         |
| 12 | "Chapter Thirty-Four"  | 22 de fevereiro de 2016 | 0.3/1                | 0.94                   | 0.4         | 0.72                       | 0.7           | 1.66                         |
| 13 | "Chapter Thirty-Five"  | 29 de fevereiro de 2016 | 0.3/1                | 0.91                   | 0.4         | 0.70                       | 0.7           | 1.61                         |
| 14 | "Chapter Thirty-Six"   | 7 de março de 2016      | 0.4/1                | 0.92                   | 0.3         | 0.68                       | 0.7           | 1.60                         |
| 15 | "Chapter Thirty-Seven" | 21 de março de 2016     | 0.3/1                | 0.77                   | 0.3         | 0.66                       | 0.6           | 1.43                         |
| 16 | "Chapter Thirty-Eight" | 28 de março de 2016     | 0.4/1                | 0.94                   | 0.3         | 0.69                       | 0.7           | 1.63                         |
| 17 | "Chapter Thirty-Nine"  | 11 de abril de 2016     | 0.4/1                | 0.97                   | 0.3         | 0.69                       | 0.7           | 1.66                         |
| 18 | "Chapter Forty"        | 18 de abril de 2016     | 0.4/1                | 0.96                   | 0.4         | 0.68                       | 0.8           | 1.64                         |
| 19 | "Chapter Forty-One"    | 25 de abril de 2016     | 0.4/1                | 0.84                   | 0.3         | 0.74                       | 0.7           | 1.58                         |
| 20 | "Chapter Forty-Two"    | 2 de maio de 2016       | 0.3/1                | 0.86                   | 0.4         | 0.69                       | 0.7           | 1.54                         |
| 21 | "Chapter Forty-Three"  | 9 de maio de 2016       | 0.3/1                | 0.90                   | 0.4         | 0.66                       | 0.7           | 1.56                         |
| 22 | "Chapter Forty-Four"   | 16 de maio de 2016      | 0.4/1                | 0.97                   | 0.3         | 0.70                       | 0.7           | 1.66                         |